# Kätkikielas
Kätkikielas är en ås i Finland. Den ligger i Utsjoki kommun i landskapet Lappland, i den norra delen av landet, 1 000 km norr om huvudstaden Helsingfors. Kätkikielas ingår i Paistunturit.